# Måntrådmossa
Måntrådmossa (Cephalozia lunulifolia) är en bladmossart som först beskrevs av Barthélemy Charles Joseph Dumortier, och fick sitt nu gällande namn av Barthélemy Charles Joseph Dumortier. Måntrådmossa ingår i släktet trådmossor, och familjen Cephaloziaceae. Arten är reproducerande i Sverige. Inga underarter finns listade i Catalogue of Life.